# Prestestranda
Prestestranda is een plaats in de Noorse gemeente Drangedal, provincie Telemark. Preststranda telt 1217 inwoners (2007) en heeft een oppervlakte van 1,83 km².